# Mads Kjersgaard
Mads Kim Kjersgaard, född den 26 december 1944 i Köpenhamn, är en orgelbyggare och orgelhistoriker verksam i Uppsala.

## Biografi
Kjersgaard är självlärd och startade 1967 sin firma, som både restaurerar äldre orgelverk och bygger nya. En ytterligare specialitet är att rekonstruera historiska orgelinstrument, exempelvis regaler och portativ. På senare år har Kjersgaard samarbetat med Robert Gustavsson Orgelbyggeri, där han svarat för intoneringen av omkring 120 orglar.  

## Diskografi
- 1972 – Orgelmusik i Skokloster.[3]

- 1977 – Bjurumsorgeln i Västergötlands museum - Skara.[4]

- 1977 – Orgelmusik i Sjövik. Tillsammans med Roland Forsberg.[5]

- 1995 – Skärgårdsorgel.[6]

## Verk (urval)

### Nybyggen
- 1969 Östervåla kyrka. Kororgel.
- 1997 Sankta Maria kyrka, Helsingborg. Konstruktion av kororgel.

### Restaureringar
- 1964 Skoklosters kyrka
- 1968 Nye kyrka
- 1972–1976 Bjurumsorgeln i Västergötlands museum
- 1977 Bunge kyrka
- 2000 Tensta kyrka
- 2001–2003 S:t Petris orgel i Malmö museer